# Ommatius satius
Ommatius satius là một loài ruồi trong họ Asilidae. Ommatius satius được Oldroyd miêu tả năm 1960. Loài này phân bố ở vùng nhiệt đới châu Phi.